# Rhizophagus nitidulus
Rhizophagus nitidulus es una especie de coleóptero de la familia Monotomidae.

## Distribución geográfica
Habita en Europa.